# Ионаускас, Артур Альгисович
Арту́р Альги́сович Иона́ускас (лит. Arturas Jonauskas; род. 2 декабря 1967, Мирный) — российско-литовский мастер современной фотографии, художник. Мастер уникальных технологий фотопечати. Основная графическая техника печати — фототипия.

## Биография

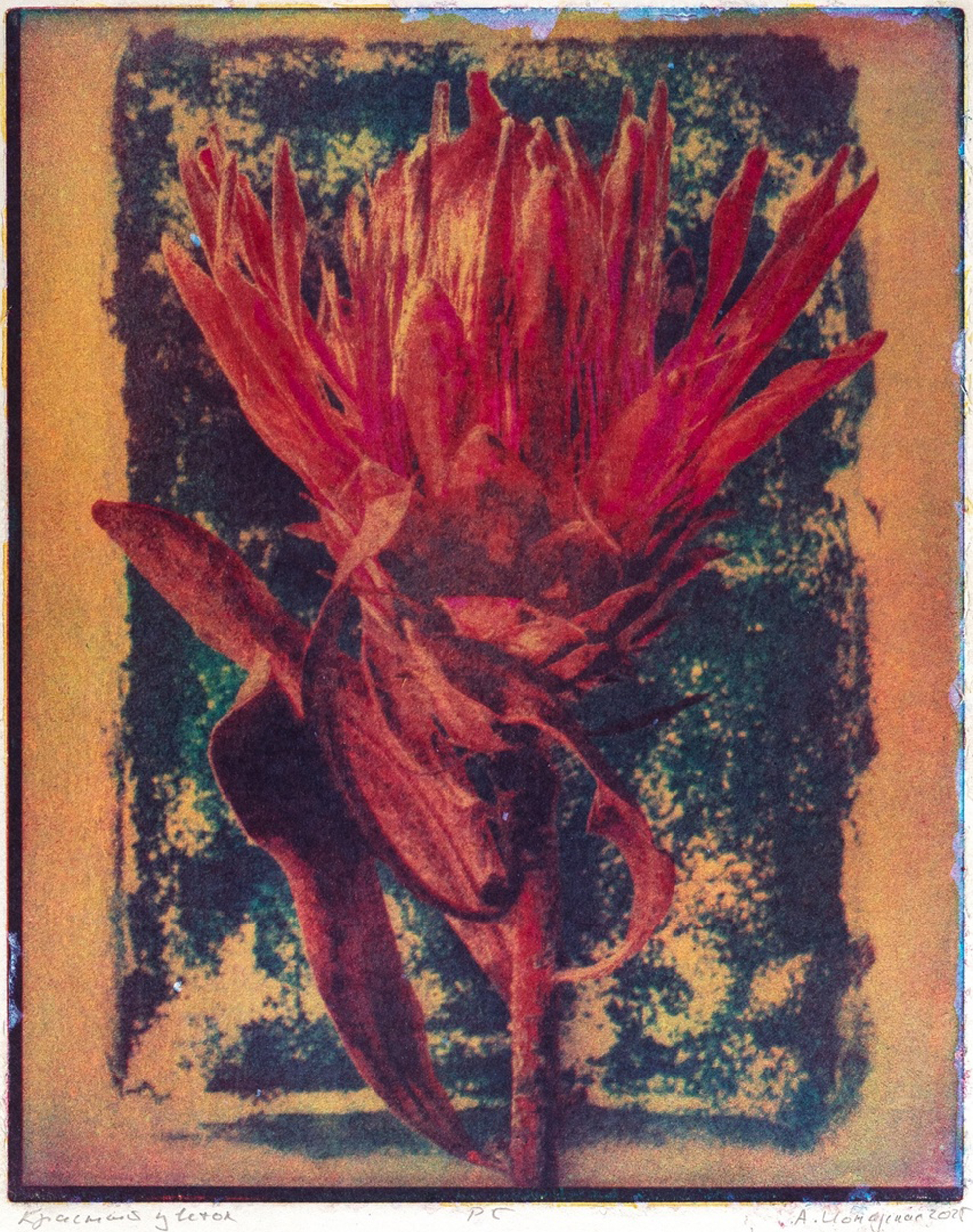
Красный цветок, б., цв. фототипия, 2025

Артур Ионаускас родился 2 декабря 1967 года на севере России, в городе Мирный Архангельской области, в семье военнослужащего. В ранние годы часто переезжал с родителями из одного военного городка в другой. По линии родителей отца связан фамильными корнями с Литвой. Отец — Ионаускас Альгис Пранович (1945, Йоденай, Бабрунгское староство, Литва — 2013), мама — Ионаускас (Петрова) Валентина Афанасьевна (1944, Опочка — 2013, Опочка).
Проходя службу в Советской армии (1986-1987), в составе отряда специального назначения ограниченного контингента СВ в Афганистане участвовал в военных операциях Афганской войны. В том числе в ряде спецопераций, таких как: План «Завеса».
Награждён Почётной грамотой президиума Верховного совета СССР, медалью «Воину-интернационалисту от благодарного афганского народа», медалью «В память 25-летия окончания боевых действий в Афганистане».

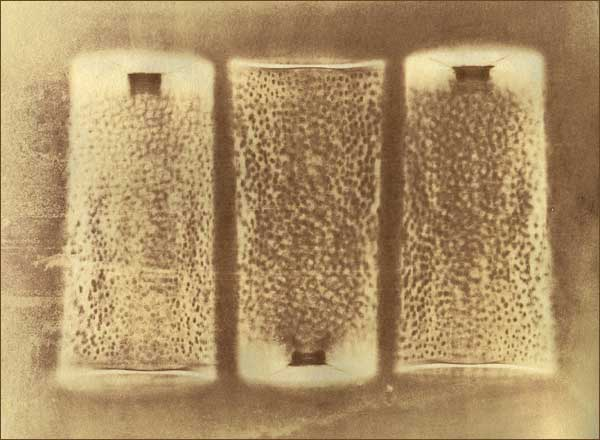
Мимикрия, б., фотограмма, 2003

С 1983 года по настоящее время Артур Ионаускас живет и работает в Санкт-Петербурге, где по его словам, он сформировался как творческая личность.
В 2002-2003 гг. на базе Института декоративно-прикладных искусств (СПб) прошел курс повышения квалификации ("Техника и искусство фотографии" и "Творческие приёмы в фотографии"), когда и сформулировал свои основные эстетические и технологические приоритеты в искусстве, и в искусстве фотографии в частности.
Работая преподавателем фотографии, основал собственную школу.
Работал редактором интернет-сайта Petrapilis.ru (2019-2022); руководителем и преподавателем Школы творческой фотографии Артура Ионаускаса (2006-2023, СПб); преподавателем школы фотографии Профотик (2003-2005, СПб); преподавателем школы фотографии Аргентум (2002-2003, СПб); арт-директором галереи Black&White (2001-2006, СПб).
Проводит лекции и мастер-классы по старым техникам альтернативной фотопечати. Основные излюблинная техники — масляная фотопечать (oilprint) и оригинальный авторский вариант фототипиного способа печати (collotype).
Фототипия, рождённая в 1855 году во Франции Альфонсом Пуатвеном как способ фотомеханического копирования изображения прожила до второй половина XX века. Пережив свой расцвет как технология печати иллюстраций, и потеряв в настоящее время свою актуальность в полиграфии, тем не менее остаётся печатной техникой с выдающимися выразительными свойствами. Пришло время возродить фототипию как самостоятельный вид графической техники для печати авторских произведений. Обозначить фототипию как вид искусства. Этот манифест — призыв к авторам, работающим в данной технике пропагандировать и развивать технику печати фототипия как оригинальный авторский метод печати своих произведений.
Артур Ионаускас член секции графики Санкт-Петербургского Союза художников (с 2005).
Творческая мастерская на Петроградской стороне (Большая Пушкарская улица, 27 литера А).

## Музейные коллекции
Работы художника находятся в частных и музейных коллекциях России и Европы.
- Государственный Русский музей[10]. (Санкт-Петербург).
- Государственный музейно-выставочный центр РОСФОТО. (Санкт-Петербург).
- Царскосельская коллекция. (Пушкин).
- Музей российской фотографии[11]. (Коломна).
- Etching Guild. (Рига, Латвия).

## Выставки

### Персональные выставки
- Прогулка вдоль моря. — Российский этнографический музей, Санкт-Петербург. 2021-2022[12].
- Следы Блаженного Матулениса в Петербурге. — Сакральный музей Бирштонаса, Бирштонас, Литва. 2021.
- Следы Майрониса в Петербурге. — Собор Каунаса, Каунас, Литва. 2019.
- Следы Майрониса в Петербурге. — Дом-музей семьи Венцловых, Вильнюс, Литва. 2019.
- Следы Майрониса в Петербурге. — Музей литовской литературы, Каунас, Литва. 2019.
- Шаги Майрониса в Петербурге. — Государственный музейно-выставочный центр РОСФОТО, Санкт-Петербург. 2018[13].
- У моря. — Общество Žinijos, Вильнюс, Литва. 2015
- У моря. — Публичная библиотека им. Евы Симонайтите, Клайпеда, Литва. 2015
- У моря. — Муниципальная библиотека Плунге, Плунге, Литва. 2015
- Прогулка вдоль моря. — Генеральное консульство республики Литвы, Санкт-Петербург. 2015
- Раздвоение. — Галерея Mini, Санкт-Петербург. 2014
- Конверты. — Галерея BW, Санкт-Петербург. 2013
- Шаги Майрониса в Петербурге. — Собор Успения Пресвятой Девы Марии, Санкт-Петербург. 2017.
- Субъективное пространство. — Музей сновидений Фрейда, Санкт-Петербург. 2012.
- Прогулка вдоль моря. — Государственный музей Царскосельская коллекция, Санкт-Петербург. 2012.
- Макулатурные отпечатки. — 1719Gallery, Санкт-Петербург. 2011.
- FM, Галерея BW. — Санкт-Петербург. 2010.
- Nidos prieplauka, Fotobienale Plunge 2010, Plunge, Lithuania. 2010.
- Пейзаж. — Генеральное консульство республики Литвы, Санкт-Петербург. 2010.
- Ойлпринт. — Галерея Стачка, Санкт-Петербург. 2010.
- Пейзаж. — Церковь Св. Екатерины, Санкт-Петербург. 2009.
- Пейзаж. — Чесменский дворец, Санкт-Петербург. 2009.
- Мир, как я его вижу. — Центральный выставочный зал Манеж, Санкт-Петербург. 2000.

### Статьи
- Jonauskas A. A walk along the sea (Прогулка вдоль моря) // Naujoji Romuva, №3 (592), 2015.  (англ.)[14].
- Ионаускас A. Масляная печать. Благородное масло // Foto-Video, № 4, апрель 2009. — С. 86—91.

### Книга художника
- Ионаускас А. Александр Блок. «Ночь, улица…». — СПб., 2017.
- Ионаускас А. Петропавловская крепость. — СПб., 2016.
- Ионаускас А. «СПб». — СПб., 2016.
- Ионаускас А. Прогулка вдоль моря. — СПб., 2014.

### Рецензии
- Липская В. Фотограф пустоты // Авансцена, №1 (9), 2023.
- Liucija Armonaite: Arturas Jonauskas experimenter with a camera (Артур Ионаускас, эксперементатор с фотоаппаратом») // Naujoji Romuva, № 3 (592), 2015.  (англ.)
- Бороненко Фотографическая карта Санкт-Петербурга. Часть 2 // ФотоПетербург, № 17 (205), 2011.
- Литвинцев Д. Цифра в масле // Фото Ньюс России, № 10 (144), 2007.
- Кузьмин М. С боевым посвящением вас! // Новый мир искусства, № 3 (38), март 2004.

## Публичные выступления
- Творческая встреча. — Молодёжный центр Государственного Эрмитажа. Санкт-Петербург. 2023.
- Творческая встреча. — Арт-пространство ДК Крупской. Санкт-Петербург, 2021.
- Мастер-класс Альтернативные фотографические методы печати в создании книги художника. — PHOTOBOOKF2017 EST. Москва. 2017.
- Мастер-класс Фототипия. — Винзавод, Wordshop Gallery. Москва. 2016.
- Мастер-класс Фототипия. — Grant Thornton Corporate Gallery in Russia. Москва. 2013.
- Мастеркласс Творческая печать методом фототипии. — 18-я фотоярмарка PHOTO FAR. Санкт-Петербург. 2013.

## Галерея работ

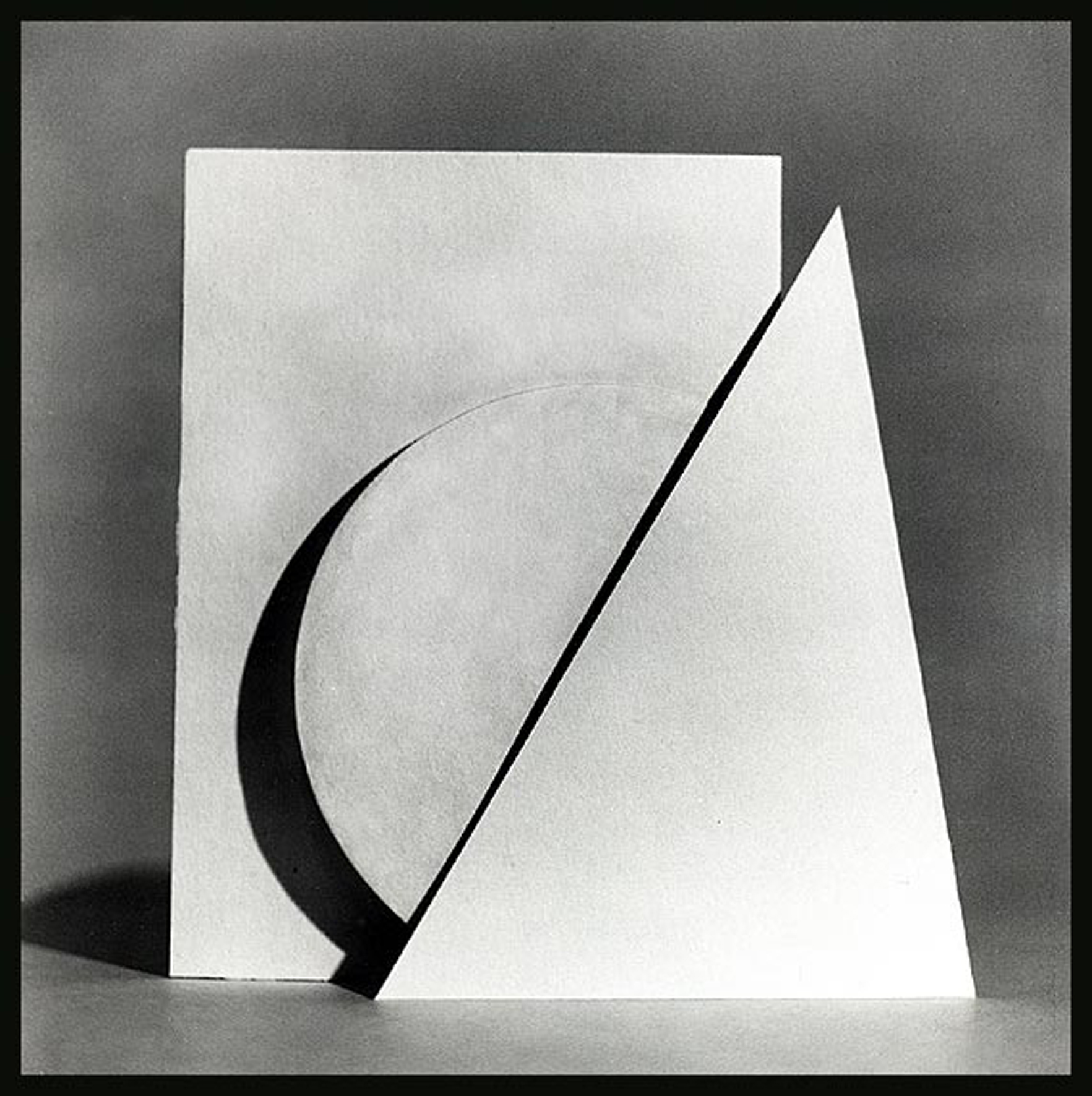
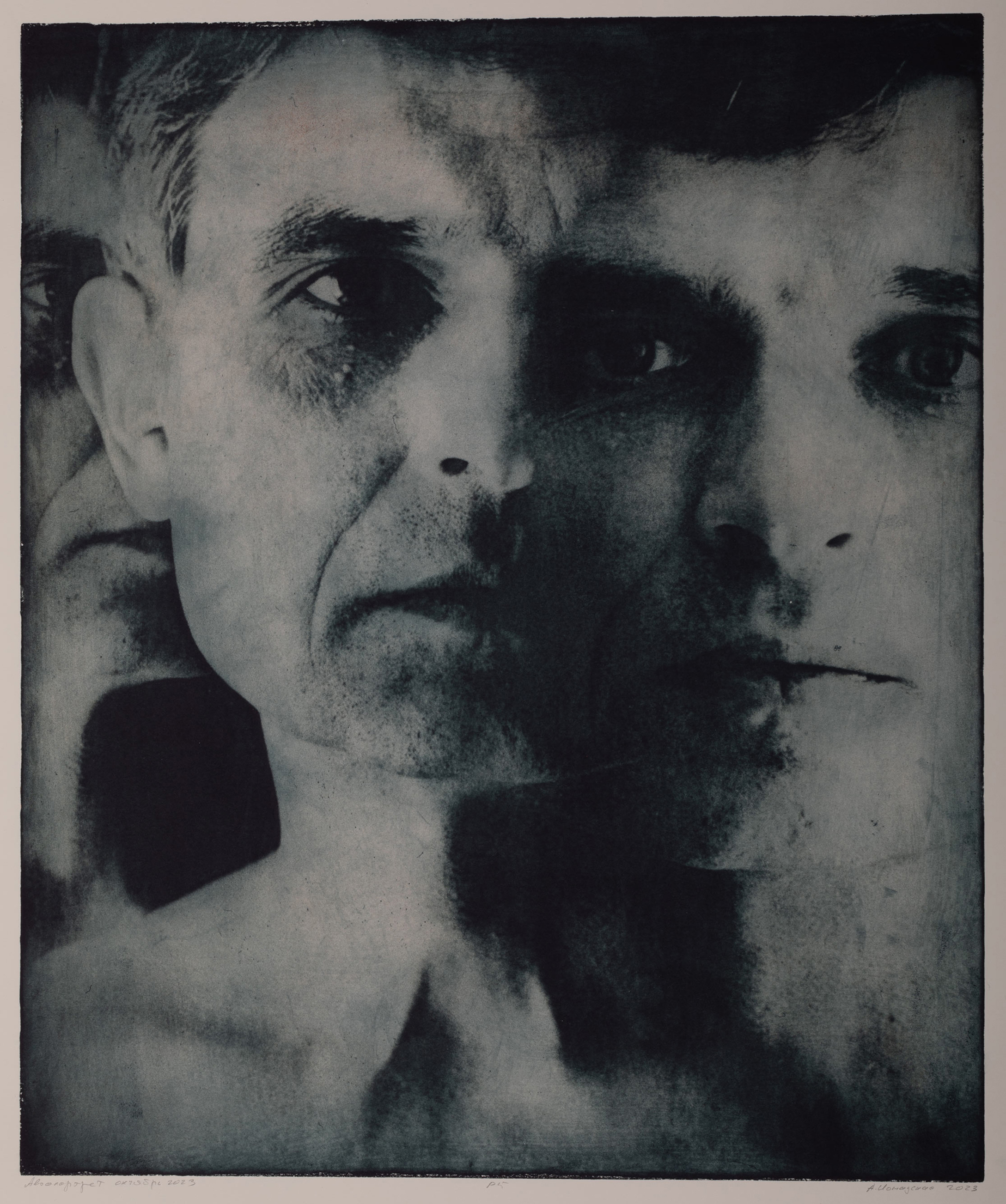
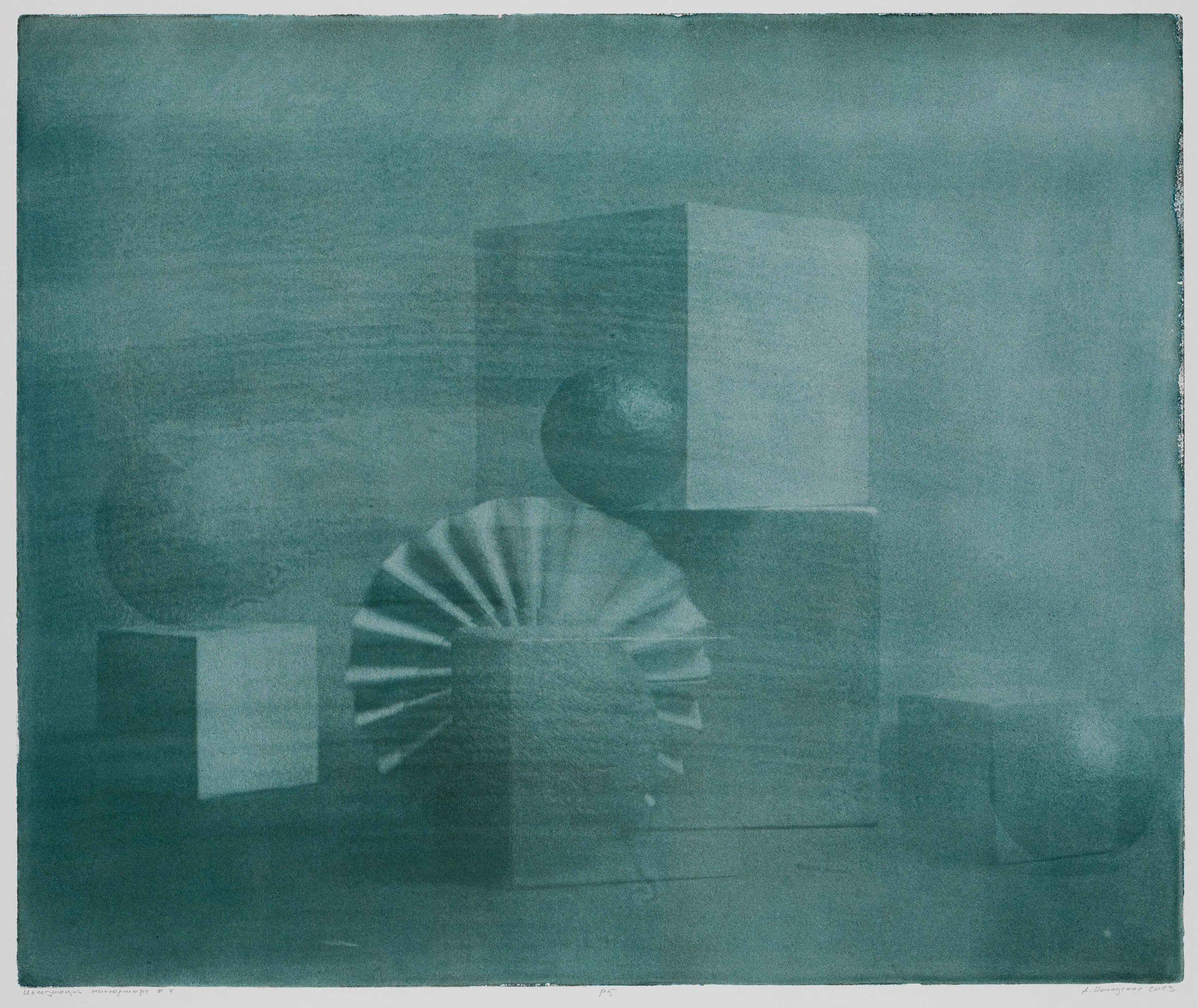
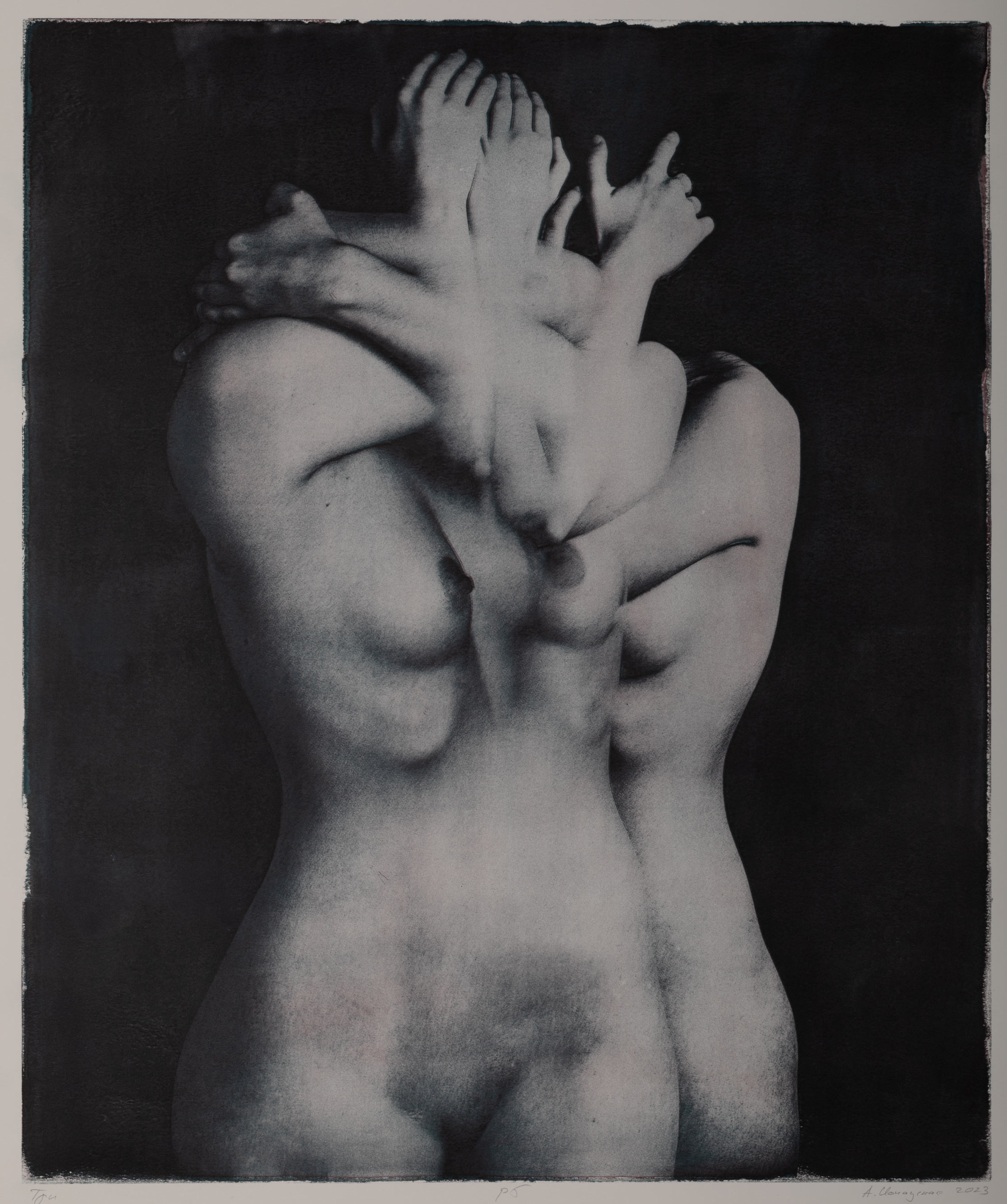
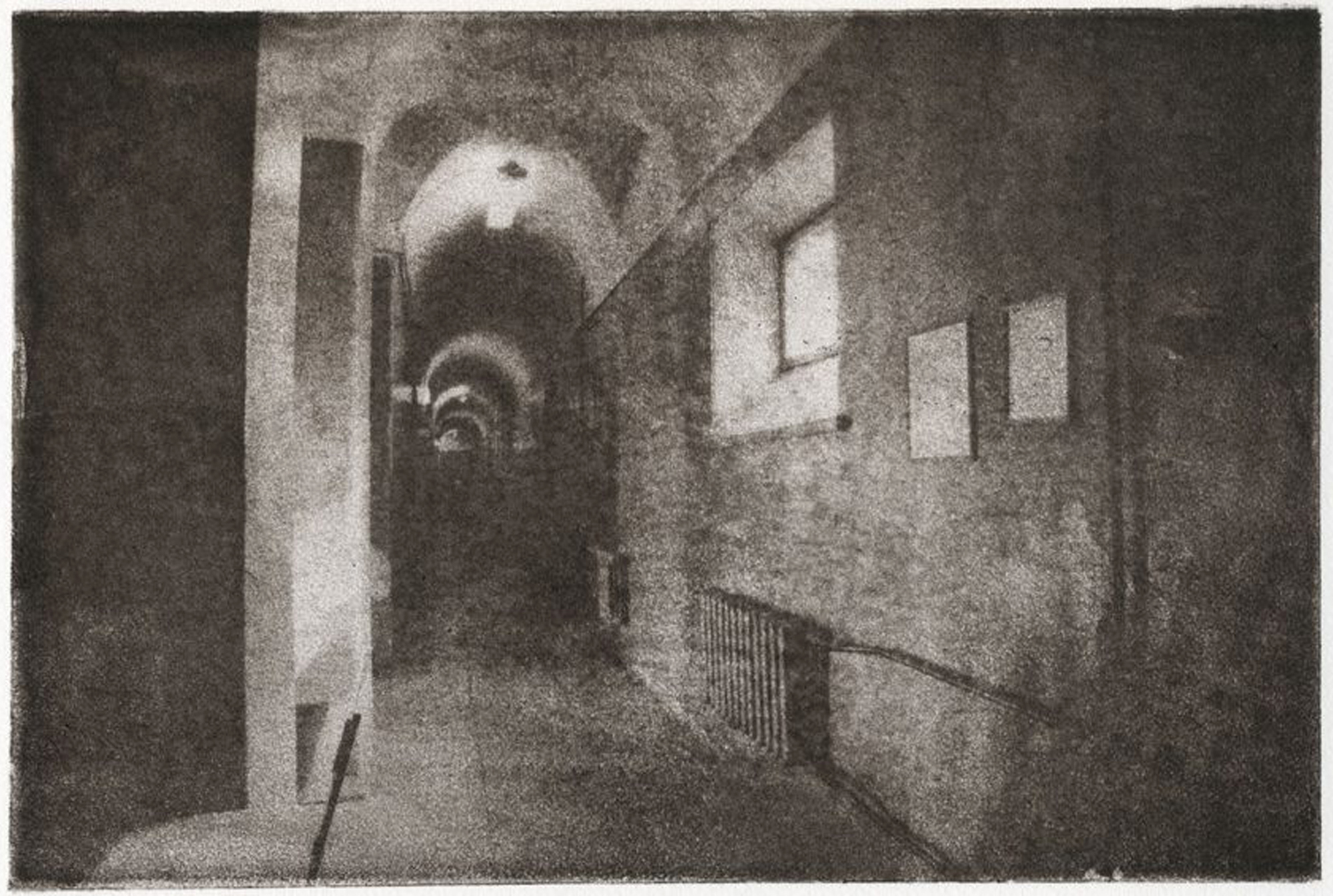
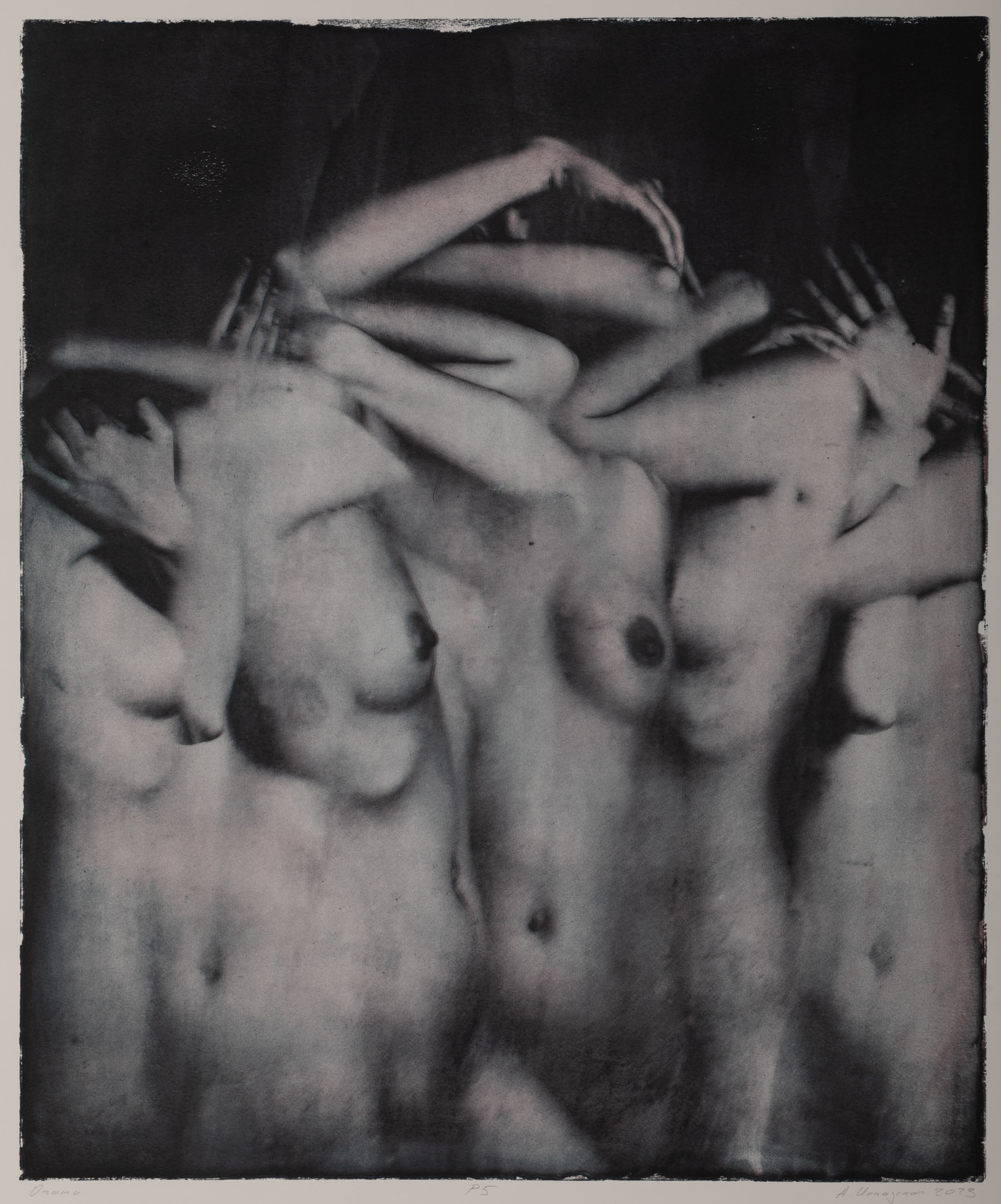
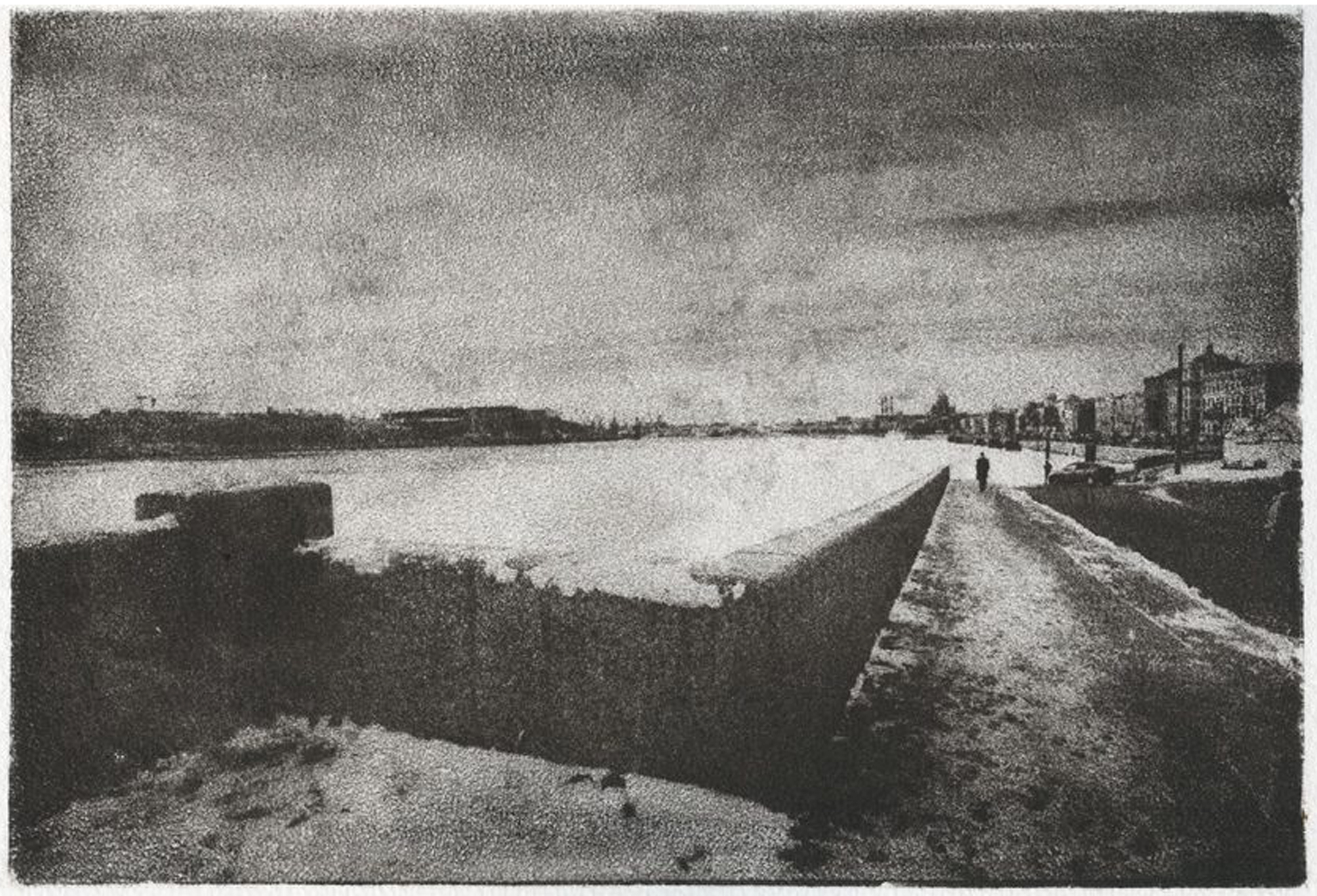
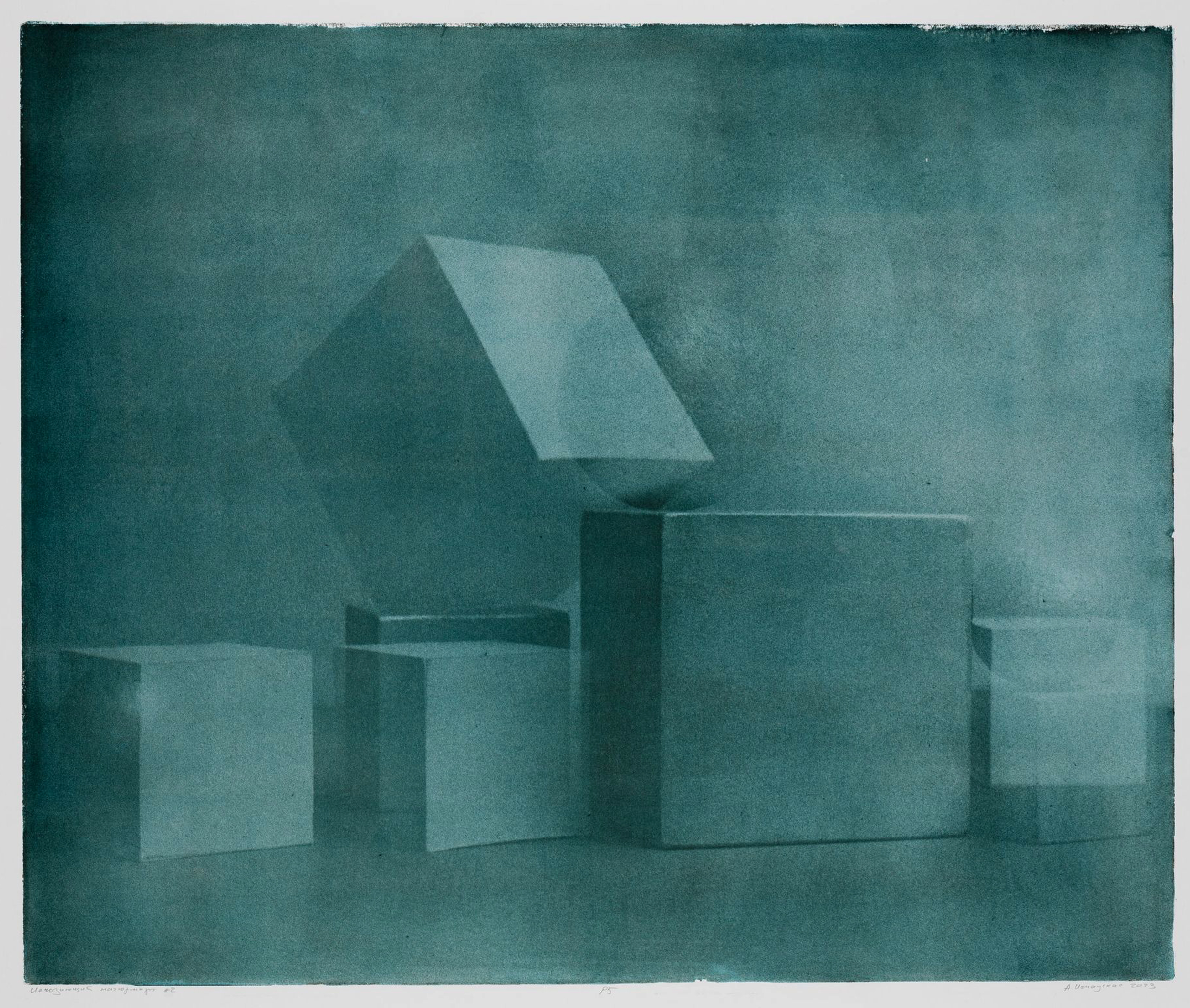